# 少彥名
少彥名（すくなひこな）或少彥名命（すくなひこな の みこと）乃《日本書紀》之寫法，《古事記》作少名毘古那神，另有須久那美迦微、少日子根、少名毘古那、宿奈毘古那命、須久奈比古命、小比古尼命等別名，祂是日本神話中的神祇。

## 概要

### 古事記之記載
依《古事記》上卷之記載，大國主神在出雲時，見一神明自波穗乘天之羅摩船（あめのかがみのふね）渡海而來，身上穿著蛾皮衣。大國主神問其名卻不答，問眾神也無人知曉，這時有隻青蛙開口說：「久延毘古神必定知道。」於是召來久延毘古神，祂回答：「祂是神產巢日神之子，名曰少名毘古那神。」大國主命便詢問神產巢日神以證實此事，後者說：「祂的確是我從指縫間漏出的兒子，與祢葦原色許男命（大國主命之別名）為兄弟，祢們應該攜手合作、建立國家。」於是兩人便合力建國，直到國家安定時，少名毘古那神就渡海回常世國。所以久延毘古便是說出少名毘古那神名字之人，所謂久延毘古便是稻田裡之曾富騰（そほど），雖然腳不良於行，卻盡知天下之事。

### 日本書紀之記載
根據《日本書紀》卷第一神代上第八段的第六種說法，大己貴神在出雲國五十狹狹小汀用餐時，忽然聽見海中有人聲，驚訝地四處找尋卻無所獲。不久有個小人以白蘞皮爲舟、以鷦鷯羽爲衣，隨潮水而來。大己貴神將之置於掌中把玩，小人卻跳起來咬其臉頰。大己貴神覺得奇怪，遣使詢問天神，高皇產靈尊回答：「我有一千五百個兒子，其中有一個最糟糕、最不服從管教。自指間漏墜的一定是祂，請祢幫我好好照顧祂。」此即少彥名命也。
後來少彥名命和大己貴神戮力一心經營天下，為蒼生及畜産定其療病之方；又為攘鳥獸昆蟲之災異定其禁厭之法，故天下百姓皆蒙受祂們的恩澤。大己貴神問少彥名命說：「我們所創造的國家是完好的嗎？」後者回覆：「可能好、也可能不好。」少彥名神會這麼說，乃因有遠近幽深之致。後來少彥名行至熊野之御碕，遂往常世國；亦曰至淡島，乘坐粟莖彈跳渡至常世國。

### 伊豫國風土記之記載
依照《伊豫國風土記》殘篇之記載，宿奈毘古那命因病臥床，大穴持命（即大國主神）命人引來大分速見的溫泉，讓宿奈毘古那命入浴。洗完後宿奈毘古那命的身體居然恢復健康，因此詠歎道：「彷彿瞬間就獲得重生了啊！」。

### 出雲國風土記之記載
按《出雲國風土記》記錄，所造天下大神大穴持命（即大國主神）和須久奈比古命在出雲國巡行時，於多禰鄉種植稻子。

### 播磨國風土記之記載
《播磨國風土記》神前郡埴岡條記載大汝命（大國主神）與小比古尼命（即少彥名）起了爭執，究竟是「揹著黏土遠行」或者「忍著便意遠行」哪件事比較能做得到？大汝命曰：「我可以忍住便意遠行。」小比古尼命則說：「我可以揹著黏土遠行。」於是過了數日，大汝命說：「夠了！我不能忍了。」遂坐下來解放便意。此時小比古尼命笑著說：「唉呀！累死我了！」於是將埴土擲向此岡，故號埴岡。又大汝命大便時小竹條將糞便彈至衣服上，所以稱為波自賀村。這些黏土與糞便化作石頭，至今猶存。

## 解說
由於和大國主神並肩建立葦原中國，少彥名被視為智慧學問、商業、開拓於一身的神明；復因《日本書紀》、《伊豫國風土記》等古籍提到該神祇為百姓、畜産訂定療病之方，且臥病時浸泡溫泉而痊癒，少彥名也被奉為醫藥、溫泉之神。在日本各地都建有少彥名神社，且往往與神農一起受祭。此外少彥名、大國魂命和大國主神合稱為「開拓三神」，在北海道開拓初期被供奉於北海道神宮。大日本帝國對外擴張期間，在殖民地亦建有台灣神宮和樺太神社，以祭祀開拓三神。
少彥名亦被視為酒神，淵源來自《古事記》中卷提到息長帶日賣命（即神功皇后）準備美酒迎接回到都城的應神天皇，吟唱詩歌曰：
|  | 許能美岐波 和賀美岐那良受 久志能加美 登許余邇伊麻須 伊波多多須 須久那美迦微能 加牟菩岐 本岐玖琉本斯 登余本岐 本岐母登本斯 麻都理許斯美岐叙 阿佐受袁勢 佐佐 |

其中「須久那美迦微能」可寫成「少名御神」（亦即少彥名神），而該詩歌描寫美酒乃少名御神釀造。另外，《出雲國風土記》楯縫郡條記錄「佐香鄉」如下：
|  | 佐香鄉：郡家正東四里一百六十步，佐香河内，百八十神等集坐，御廚立給而令醸酒給之。即百八十日，喜燕解散坐，故云「佐香」。 |

「佐香」在古日語中就是「酒」的意思，而位於該地之佐香神社主祭神乃久斯神，有人認為即為少彥名神之別名。
同時，平安時代初期《日本靈異記》裡的「道場法師」、繪卷《天神緣起》裡菅原道真化身的「小男草子」、室町時代大眾文學《御伽草子》裡的「一寸法師」等，這些角色即是以身材短小的少彥名神為原型。1986年11月22日愛知縣豐田市的天文學家鈴木憲藏和浦田武，在小行星帶發現了編號為10725的小行星，亦以「少彥名」命名之。

## 信仰
少彥名神、大國主神神和大國魂命等開拓三神通常被一起同祀，主要計有下列：
- 酒列磯前神社（茨城縣常陸那珂市）
- 大洗磯前神社（茨城縣東茨城郡大洗町）
- 北海道神宮（北海道札幌市中央區）：舊稱「札幌神社」。
- 大神神社（奈良縣櫻井市）

日本人亦曾在滿洲國設有神社太夷宮，奉祀少彥名神與鄭孝胥，並將鄭孝胥視為少彥名神在滿洲國的本地垂跡化身。

## 內部連結
- 一寸法師
- 開拓三神
- 大國主神
- 國魂
- 久延毘古
- 淡島神
- 神農

## 外部連結
- （日語）少彦名神
- （日語）大洗磯前神社ホームページ  （页面存档备份，存于）